# Sangiorgi (cognome)
Sangiorgi è un cognome di lingua italiana.

## Varianti
Sangiorgio.

## Origine e diffusione
Il cognome è tipicamente emiliano.
Potrebbe derivare da un toponimo.
In Italia conta circa 1914 presenze.
La variante Sangiorgio è tipicamente catanese, tarantina e nordmilanese.

## Persone
- Gaetano Sangiorgi – politico italiano
- Giorgio Sangiorgi – autore di fantascienza e fumettista italiano
- Giuliano Sangiorgi – cantautore, chitarrista e pianista italiano, membro fondatore dei Negramaro